# Бег де Беарн
Бег де Беарн (фр. Baigts-de-Béarn) насеље је и општина у југозападној Француској у региону Аквитанија, у департману Атлантски Пиринеји која припада префектури По.
По подацима из 2011. године у општини је живело 807 становника, а густина насељености је износила 59,65 становника/km². Општина се простире на површини од 14 km². Налази се на средњој надморској висини од 111 метар (максималној 167 m, а минималној 28 m).

## Демографија
| 1962. | 1968. | 1975. | 1982. | 1990. | 1999. | 2011. |
| ----- | ----- | ----- | ----- | ----- | ----- | ----- |
| 633   | 621   | 677   | 744   | 777   | 739   | 807   |

График промене броја становника у току последњих година